# MAZ-7904
Der MAZ-7904 (russisch МАЗ-7904) war ein Lkw-Typ des belarussischen Fahrzeugherstellers Minski Awtomobilny Sawod, von dem 1983 ein einziges Exemplar gebaut wurde. Mit 360 Tonnen Gesamtgewicht und über 32 Metern Länge handelte es sich um eines der größten Radtransportfahrzeuge, das je in der Sowjetunion für militärische Zwecke entwickelt wurde.

## Fahrzeuggeschichte
Der MAZ-7904 war einer von mehreren Versuchen Mitte der 1980er-Jahre, das eisenbahngestützte Interkontinentalraketensystem RT-23 auf ein Radfahrzeug zu verlasten. Unter der Projektbezeichnung Zelina wurden verschiedene mögliche Trägerfahrzeuge entwickelt. Problem war, dass eine startbereite Rakete etwa 104,5 Tonnen wog, 22,6 m lang war und 2,4 m im Durchmesser maß. Transportfahrzeuge dieser Größe standen um 1980 nicht zur Verfügung. So wurde 1982 der MAZ-7904 als Trägerfahrzeug für die Interkontinentalraketen konzipiert. Der Bau des Prototyps erfolgte 1983, die Erprobung 1984. Im Zuge des gleichen Projekts entstand auch der etwas kleinere MAZ-7907, der jedoch anders konstruiert wurde. Aufgrund seiner Abmessungen ist der MAZ-7904 für den Transport von zwei der Raketen geeignet.
Nach Abschluss der Arbeiten wurde das Fahrzeug in Minsk auf knapp 500 km Fahrtstrecke erprobt, was nur nachts geschah, um zu verhindern, dass Spionagesatelliten Fotos vom Lastwagen machen konnten. Anschließend wurde der Prototyp des MAZ-7904 in demontiertem Zustand für die weitere Erprobung zum Kosmodrom Baikonur gebracht. Dort legte er noch einmal 4100 km auf eigener Achse zu Testzwecken zurück und verschwand anschließend von der Bildfläche. Erst Anfang 2007 wurde das verloren geglaubte Fahrzeug in einem Hangar der Startplätze 42 und 43 wiederentdeckt und 2010 schließlich verschrottet.

## Technische Daten
Der MAZ-7904 war mit zwei Motoren ausgestattet. Beim ersten Motor handelte es sich um einen Schiffsmotor, der seine Kraft über ein hydromechanisches Getriebe umsetzte, der zweite Motor stammte aus herkömmlicher Produktion und sollte Zusatzgeräte antreiben, die angebracht werden konnten.
- Hauptmotor: V12-Schiffsdiesel
- Motortyp: 12TschN18/20 (M-351)
- Hubraum: 42,4 l
- Leistung: 1500 PS (1103 kW)
- Nebenantrieb: V8-Dieselmotor
- Motortyp: JaMZ-238F
- Leistung: 330 PS (243 kW)
- Hubraum: 14,86 l
- Höchstgeschwindigkeit: 27 km/h
- Sitzplätze: 4, verteilt auf 2 Kabinen
- Achsanzahl: 6
- Antriebsformel: 12×12

Abmessungen und Gewichte
- Länge: 32.200 mm
- Breite: 6800 mm
- Höhe: 3450 mm ohne Ladung
- Wendekreis: 50 m
- Spurweite: 5400 mm
- Bodenfreiheit: 480 mm
- 52-Zoll-Reifen von Bridgestone mit einem Außendurchmesser von 2,8 oder 3,1 m
- Leergewicht: 140 t
- Nutzlast: 220 t
- Gesamtgewicht: bis zu 360 t